# Bad Kleinen
Bad Kleinen è un comune del Meclemburgo-Pomerania Anteriore, in Germania.
Appartiene al circondario del Meclemburgo Nordoccidentale ed è parte della comunità amministrativa di Dorf Mecklenburg-Bad Kleinen.